# Víctor Alejandro Aguilar Ledesma
Víctor Alejandro Aguilar Ledesma (ur. 5 kwietnia 1965 w San Guillermo) – meksykański duchowny katolicki, biskup pomocniczy Morelii w latach 2016–2021, biskup diecezjalny Celaya od 2021.

## Życiorys

### Prezbiterat
Święcenia kapłańskie otrzymał 10 grudnia 1989 i został inkardynowany do archidiecezji Morelia. Był m.in. szefem sekretariatów ds. ewangelizacji i ds. edukacji, wykładowcą seminarium oraz wikariuszem biskupim dla Wikariatu IV.

### Episkopat
1 grudnia 2015 papież Franciszek mianował go biskupem pomocniczym archidiecezji Morelia, ze stolicą tytularną Castulo. Sakry udzielił mu 25 lutego 2016 arcybiskup Alberto Suárez Inda.
12 czerwca 2021 papież Franciszek przeniósł go na urząd biskupa diecezjalnego Celaya.